# エップシュタイン
エップシュタイン (ドイツ語: Eppstein, ドイツ語発音: [ˈɛpʃta‿in]) は、ドイツ連邦共和国ヘッセン州マイン＝タウヌス郡の市である。

## 地理

### 位置
エップシュタイン市は、フランクフルト・アム・マインの西、州都ヴィースバーデンからは北東に 15 km のフォルダータウヌス地方に位置している。

### 地質学
この地域は、千枚岩、緑頁岩、白雲母、片麻岩といった脆い変成岩からなる。これらは緑泥石や緑簾石によって緑色に着色している。これらの岩のは元々、粘土岩や火山岩であった。

### 気候
平均年間降水量は 721 mm で、これはドイツ全土の平均とほぼ同値である。最も乾燥する月は 4月、最も降水量が多いのは 6月である。しかし、降水量の変動は小さく、1年を通じてほぼ均一に降水がある。ドイツで、これより変動の小さな測定地点は全体の約 1 % である。

### 隣接する市町村
エップシュタインは、北はイートシュタイン（ラインガウ＝タウヌス郡）およびグラースヒュッテン (タウヌス)（ホーホタウヌス郡）、東はケルクハイム (タウヌス)、南はホーフハイム・アム・タウヌス（ともにマイン＝タウヌス郡）、西は郡独立市のヴィースバーデンおよびニーデルンハウゼン（ラインガウ＝タウヌス郡）と境を接している。

### 市の構成
エップシュタインは、5つの市区からなる: アルト＝エップシュタイン、ブレムタール、エールハルテン、ニーダーヨスバッハ、フォッケンハウゼンである。各市区には区の諮問委員会と区長を有するオルツベツィルク（行政体）がある。市区の境界は、かつての町村境に準じている。

## 歴史

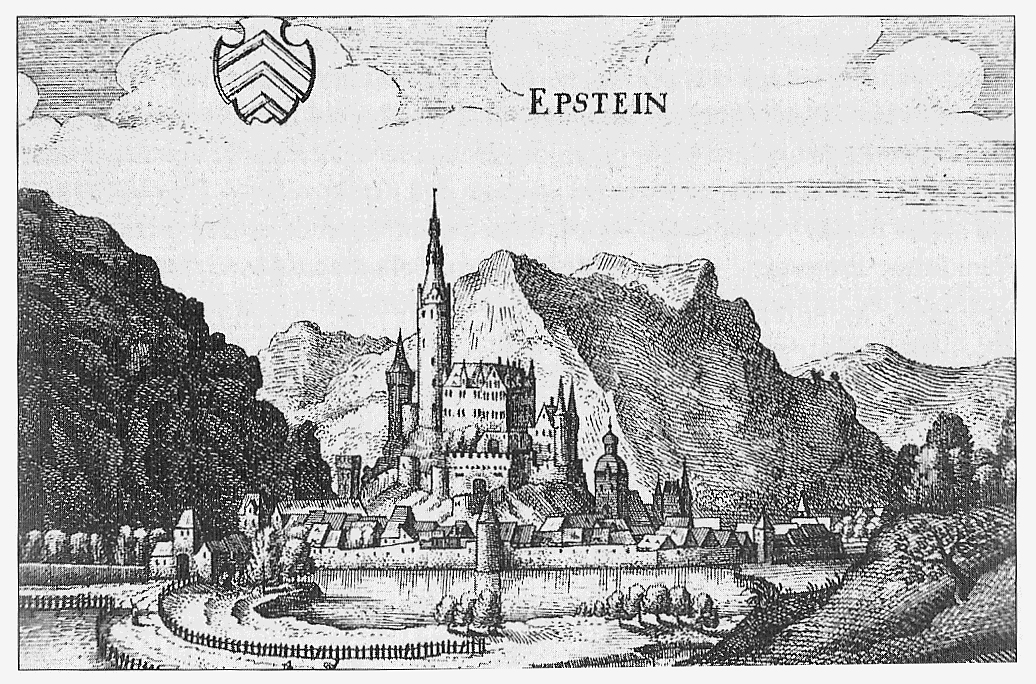
マテウス・メーリアンの銅版画に描かれたエップシュタイン（1646年頃）

エップシュタイン城に関する最初の文献上の記録は、1122年になされている。エップシュタインの村も、この城の城主であるエップシュタイン家によって建設された。村の最初の記録は 1299年のものである。それからわずか約 20年後にアルト＝エップシュタインは都市権を与えられている。1492年にエップシュタインの半分がヘッセン方伯に売却された。1535年にエップシュタイン家の家系が断絶した後、ブレムタール、エールハルテン、ニーダーヨスバッハ、フォッケンハウゼンを含む残り半分は、1581年にマインツ選帝侯領となった。2つの異なる領邦に分裂した状態は、1803年まで数世紀の間続いた。この年、フランスの主権下でドイツの聖界領邦が廃止された。これ以後、現在のエップシュタインの市区は同じ経緯で発展していった。フランスによる支配が終わった後。初めはナッサウ公国に、その後 1866年からはプロイセン王国に属した。第二次世界大戦後、1945年にドイツ連邦共和国のヘッセン州に編入された。現在、多くのエップシュタイン市民は、観光業や近隣のライン＝マイン地域の企業や官庁で働いている。
ヘッセン州の地域再編に伴い、1977年1月1日にそれまで独立した自治体であったブレムタール、エールハルテン、フォッケンハウゼンがエップシュタイン市に合併した。

## 行政

### 議会
エップシュタインの市議会は、37議席からなる

### 首長
エップシュタイン市の市長は、2009年6月からペーター・ロイス (CDU) が務めていた。2013年4月1日、ペーター・ロイスは引退した。2013年9月22日に後任選挙が行われ、アレクサンダー・ジーモン (CDU) が当選した。市の行政委員会は、2013年11月14日に彼を市長に任命した。

### 姉妹都市
- ランジェ（フランス、アンドル＝エ＝ロワール県）1986年
- ケニルワース（イギリス、ウォリックシャー）1994年
- Aizkraukle（ラトビア）1998年

また、テューリンゲン州のシュヴァルツァと 1989年以降友好都市協定を結んでいる。姉妹都市・友好都市活動は、オイロパート・エップシュタイン e.V. によって運営されている。

## 経済と社会資本

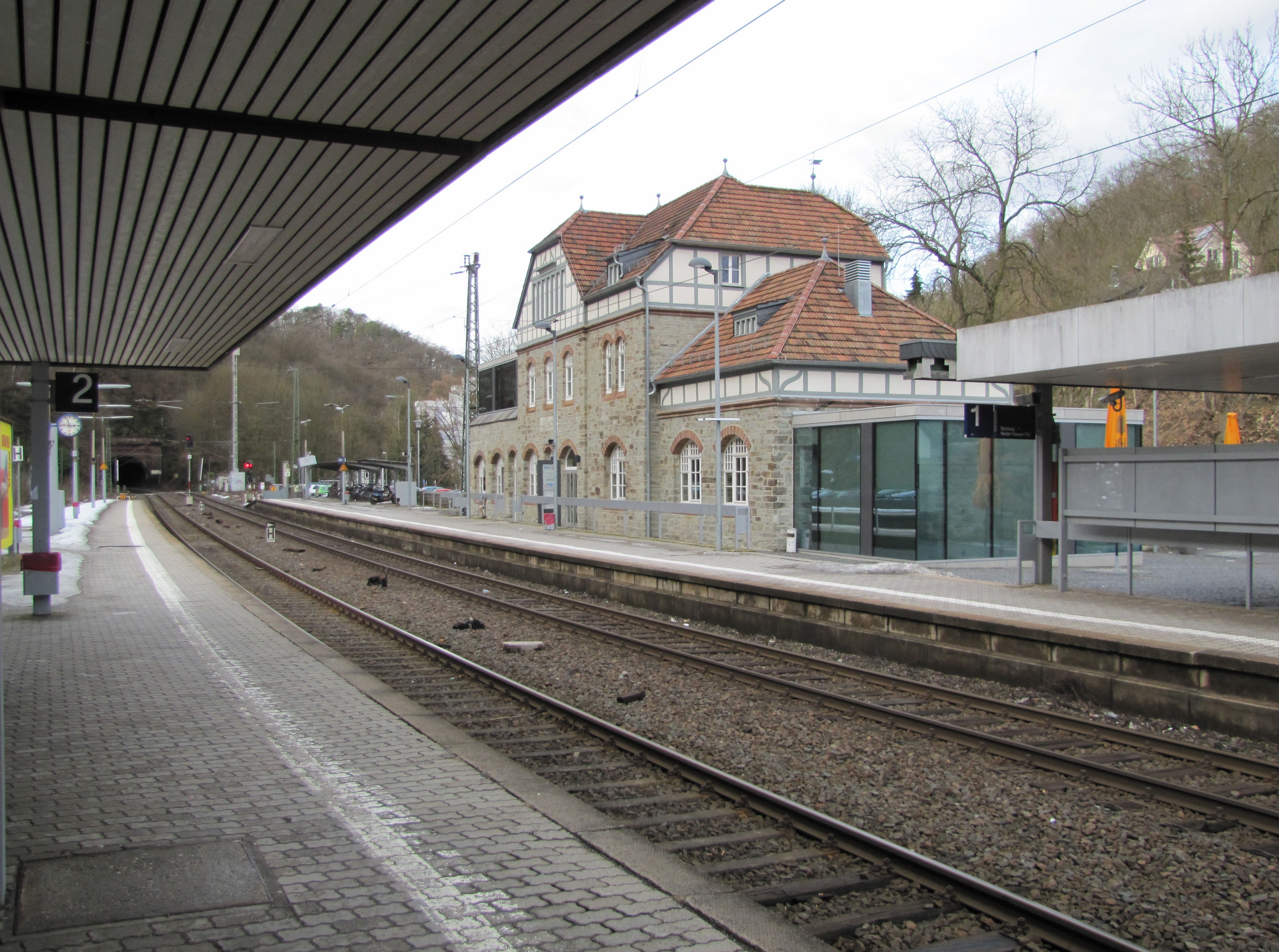
エップシュタイン駅

### 交通
エップシュタインは、フランクフルト・アム・マイン行きの Sバーン（S2号線、フランクフルトまたはディーツェンバッハとニーデルンハウゼン方面とを結ぶ、マイン＝ラーン鉄道）に接続している。アウトバーン A3号線が市の中心部から約 3 km 離れた場所を通っている。また、連邦道 B455号線がエップシュタインを通っている。フランクフルト空港はエップシュタインの中心部から約 20 km の距離にある。

### 医療
エップシュタインには、薬物依存症や多物質依存症患者の治療施設がある。また、様々な診療科のクリニックがある。1970年3月20日までは、病床数約 250床の病院があったが、現在は存在していない。マイン＝タウヌス郡の郡立病院がバート・ゾーデンおよびホーフハイムにあり、医療を提供している。

### 地元企業
本市で最大の雇用主の 1つが、Firma A.M. Ramp & Co. GmbH, RUCO Druckfarben である。1857年に設立されたこの会社は現在、プラスチック産業、印刷業、製紙業の分野で世界中で使われている印刷用塗料を製造する会社である。

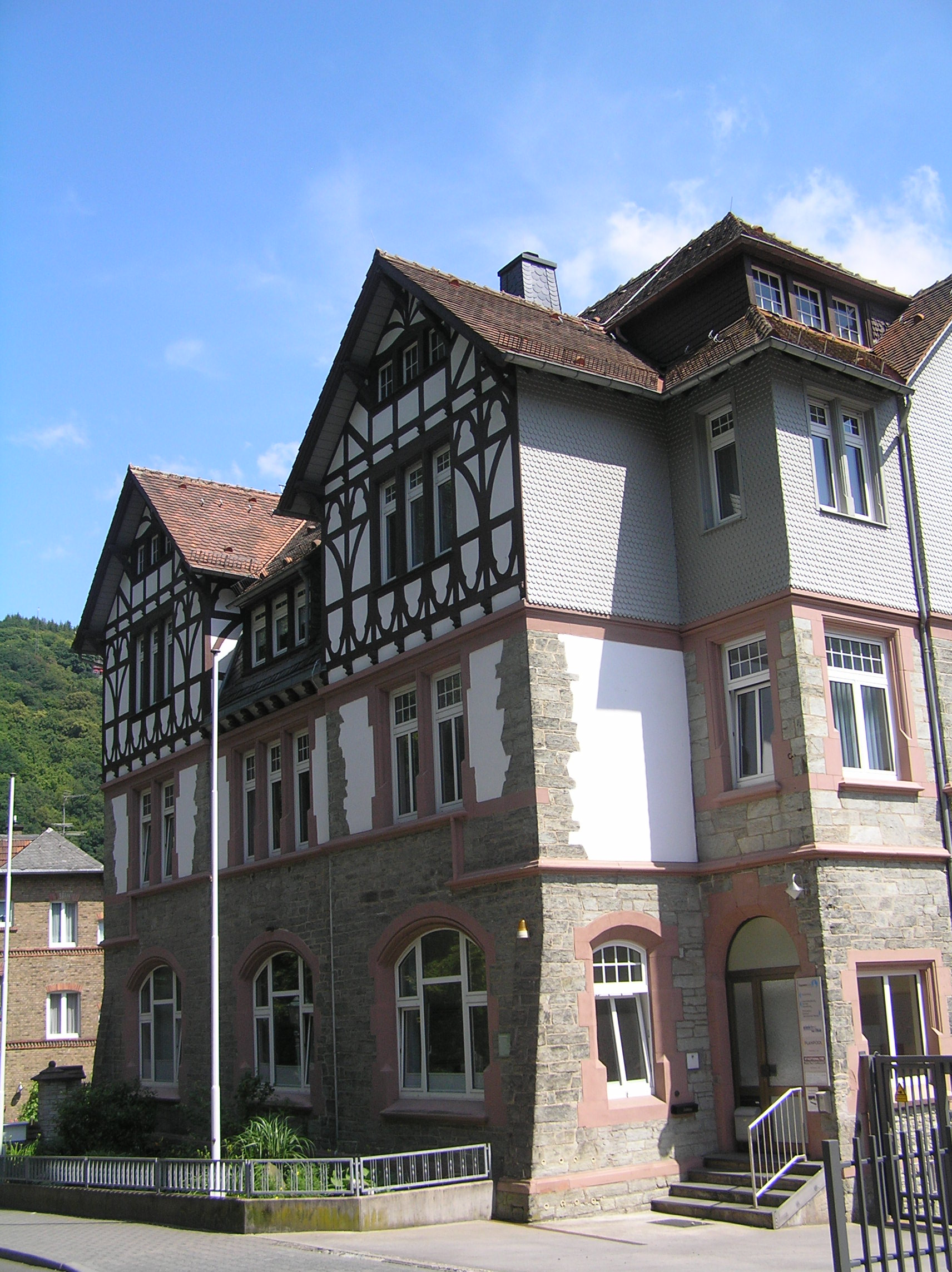
シュタニオールファブリークのオフィス棟

#### シュタニオールファブリーク
エップシュタインは、スズ箔を生産している数少ない街の一つである。シュタニオールファブリーク・エップシュタインは 2008年にマネジメント・バイアウトされ、その後はエップシュタインフォイル GmbH & Co. KG として企業活動を行っている。この会社は、エップシュタイン城の麓にある。
シュタニオールファブリークではラメッタ（クリスマス飾りに使う、金属の細長い薄片）の他、様々な用途の金属箔を製造している。特に、この会社が製造した鉛の箔は、アメリカのテレビ番組「怪しい伝説」で、鉛だけで造られた気球の材料に使われた。
この会社は、1852年にコンラート・ザックスによって鉛箔の製造会社として設立された。元々、本社はヒンターガッセにあったのだが、1870年に現在の場所に移転した。ここには1482年からエップシュタイン伯の水車小屋があった。この会社のオフィス棟は1904年に建築家カール・ヴィルヘルム・プレッカーによって建造されたものである。

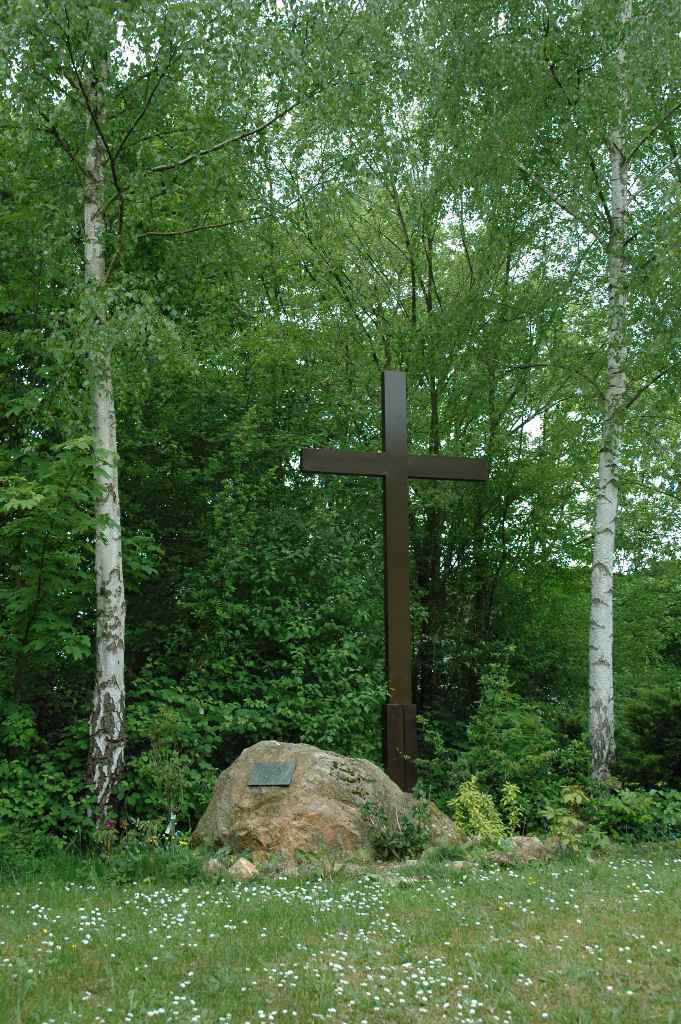
フライヘル＝フォム＝シュタイン＝シューレのテロ事件記念の十字架

### 教育
エップシュタインには基礎課程学校が 2校、総合学校が 1校ある。また、ヘッセン＝テューリンゲン貯蓄銀行アカデミーがある。この他、エップシュタイン＝ロサート音楽学校およびエップシュタイン音楽協会 e.V. が様々な楽器の音楽学生を指導している。

#### 基礎課程学校
エップシュタイン＝フォッケンハウゼン市区のシュール・ウント・シュポルツツェントルム・アム・ビーンロート（学校・スポーツセンター）にブルク＝シューレがある。もう1校の基礎課程学校コメニウス＝シューレはブレムタール地区のニーダーヨスバッハよりに位置している。

#### フライヘル＝フォム＝シュタイン＝シューレ
シュポルト・ウント・シューレツェントルム・アム・ビーンロートにフライヘル＝フォム＝シュタイン＝シューレがある。この学校はギムナジウム課程、実科課程、本課程に分かれており、第5学年から第10学年までの6学年、合わせて 490人の生徒が学んでいる。この学校で特筆すべきは、毎年、姉妹都市のケニルワース（イギリス）やトゥール（フランス）と交換留学を行っていることである。また、2年に1度、イズミール（トルコ）の Bornova Anadolu Lisesi と交換留学を行っている。
1983年6月3日にこの学校で、テロ事件が起こった。フランクフルトの警備員が武装してこの学校に侵入し、最終的には14人が重傷、5人が殺害された。犯人は事件後に自殺した。校内にはこの事件の記念の十字架が建てられている。

## 文化と見所

### サークル、協会
TSG エップシュタインが市内最大のクラブである。このクラブは特にハンドボールに力を注いでいる。エップシュタイン・シャッハフェライニグング（チェスクラブ）は、2000年からヘッセン州で最高のリーグであるヘッセンリーガで戦っており、2008/09年シーズンに 2位となった。ブレムタールには数多くのクラブや協会がある。たとえば、合唱団「ゲルマニア」、合唱団「リーダークランツ」、小動物ブリーダー協会、自衛消防団、射撃クラブ SV ブレムタール/ニーダーヨスバッハ 1973 e.V. などである。2010年5月にエップシュタインにライオンズクラブが設立された。この他の社会活動グループには、「ミットアインアンダー/フュアアインアンダー」や「ビュルガーシュティフトゥング」がある。ドイツ赤十字社の地区支部はフォッケンハウゼンのメインストリートに宿舎を有している。また、ドイツ赤十字はブルク通りにも建物を有している。また、エップシュタイン文化サークル、ブルクシャウシュピーラー、エップシュタイン＝ロサート音楽学校が活動している。

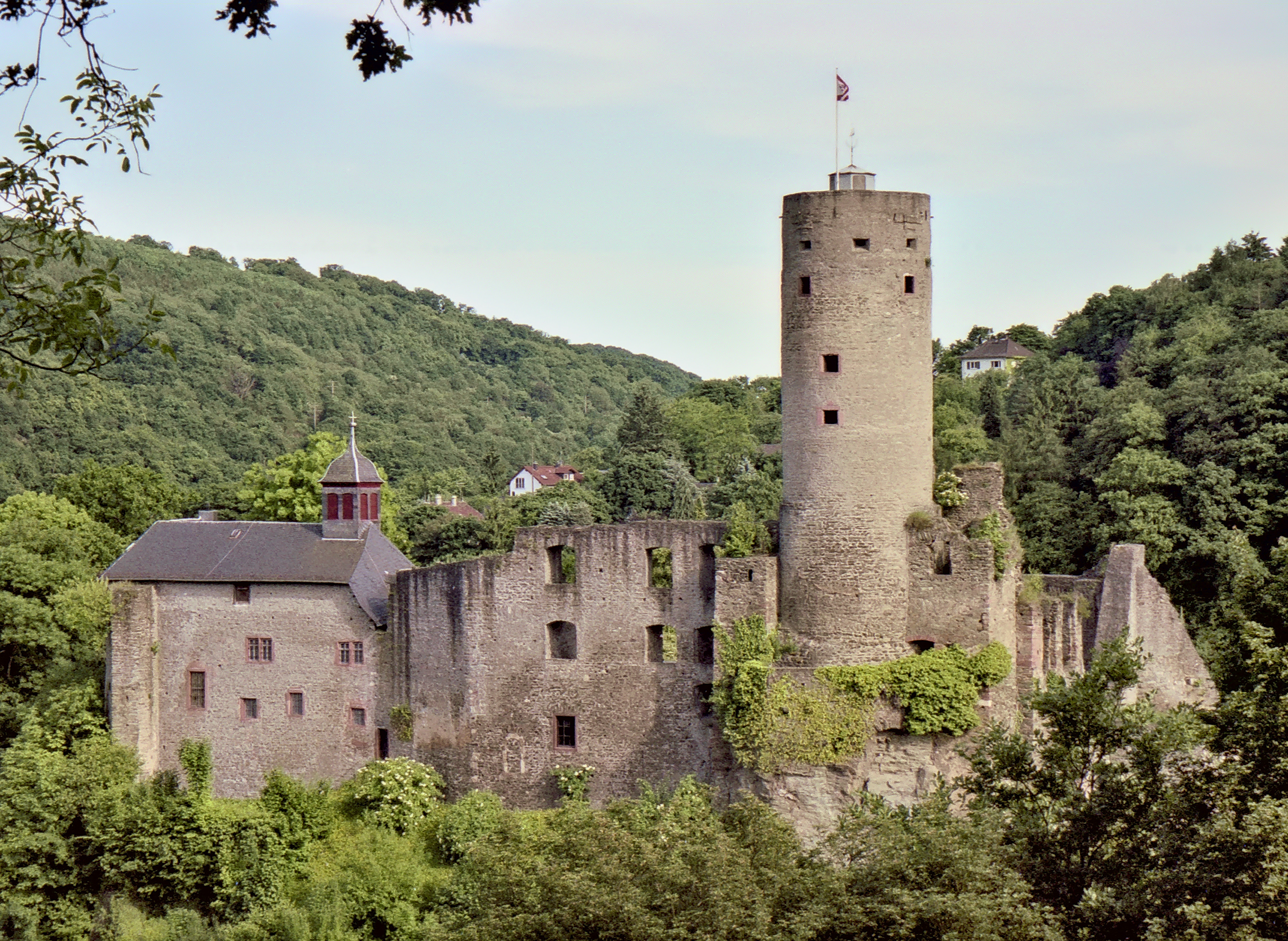
エップシュタイン城趾

### 建造物
- エップシュタイン城趾が、エップシュタイン旧市街の景観を決定づけている。
- 1894年に建造されたカイザーテンペルからは、エップシュタインを超えてブレムタールまでの見事な景観が楽しめる。
- 城の麓にある旧市街には、タールキルヒェ（谷の教会）がある。この教会は現在、アルト＝エップシュタイン市区とフォッケンハウゼン市区の福音主義教会が使用している。
- 100年以上前に造られたユーゲントシュティール様式の駅舎は完全に修復され、それ以後市民事務所として利用されている。カフェもある。
- 駅舎の裏にノイフヴィレ塔がある。夏季の週末にはハイキングの目的地として多くの人が訪れる。ここからは、城趾の美しい眺望が得られる。

### 旧墓地
元々は市の外側であった旧墓地は、現在は歴史的な墓石が点在する小さな緑地公園となっている。また、第一次世界大戦の戦没者のための戦争記念碑もここに建立されている。この墓地は、1591年から1891年まで使われていた・現在の姿になったのは1985年である。最も古い十字架には1591/92年の日付が遺されている。入口の十字架は、1635年のペスト禍に対する贖罪の十字架である。この施設の前には、鉄製の泉がある。
- カイザーテンペル
- タールキルヒェ
- ノイフヴィレ塔
- 旧墓地の戦争記念碑
- 旧墓地前の泉

### 年中行事
毎年 5月1日に開催される自転車レース「ルント・ウム・デン・フィナンツプラッツ・エシュボルン＝フランクフルト」（旧「ルント・ウム・デン・ヘニンガー＝トゥルム」）は、エップシュタインを通る。
TSG エップシュタインは、1896年から毎年6月または7月に「エップシュタイナー・ブルクラウフ」（直訳すると「エップシュタイン城レース」）を開催している。このレースは、スポーツ広場「アム・ビーンロート」を出発し、城を回り、旧市街を通って再びスポーツ広場に戻る、1アルトドイチュ・マイル (7.7 km) のレースである。このレースのコースは 100 m を超える高度差がある。
2002年から、夏季に自由参加のマウンテンバイク・マラソンレースが（タウヌス・トレイルで）開催される。
エップシュタイン文化サークルの作業サークルは、3年に1度、木彫家シンポジウムを開催している。第4回シンポジウムが2009年5月に開催された（第5回シンポジウムは2012年5月6日から13日まで）。8 - 9人の選ばれた芸術家が、客が注意深く、また興味深く見つめる中で、創作を行う。このイベント全体は、エップシュタインとニーダーヨスバッハとの間の緑地で開催される。
フォトグループ・エップシュタイン（エップシュタイン文化サークルの一部会）は、2年毎にエップシュタイン写真の日を開催している。
城趾では定期的にイベントが開催されている。たとえば夏にはブルクフェルトシュピール（城趾祝祭演劇）が開催される。このイベントでは、城の中庭で、よく知られた古典作品が新しい演出で、演劇グループにより野外上演される。
第3アドヴェントの土曜日と日曜日には、城の麓の旧市街で伝統的なエップシュタインのクリスマスマーケットが開催される。

## 人物

### 出身者
- ヨハン・アダム・フォン・イックシュタット（1702年 - 1776年）インゴルシュタット大学総長
- アルフレート・ビッケル（1918年 - 1999年）スイスのサッカー選手、コーチ
- アンドレアス・パウルス（1968年 - ）国際法学者、連邦憲法裁判所判事

### ゆかりの人物
- フェリックス・メンデルスゾーン（1809年 - 1847年）作曲家

## 引用
1. ↑  Hessisches Statistisches Landesamt: Bevölkerung in Hessen am 31.12.2023 (Landkreise, kreisfreie Städte und Gemeinden, Einwohnerzahlen auf Grundlage des Zensus 2011)]
2. ↑  Max Mangold, ed (2005). Duden, Aussprachewörterbuch (6 ed.). Dudenverl. p. 310. ISBN 978-3-411-04066-7
3. ↑  Winkelmann, Michaela: Palynostratigraphische Untersuchungen am Südrand des Rheinischen Schiefergebirges (Südtaunus, Südhunsrück). Herbert Utz Verlag, 1997, Kapitel 1.5.1.2 Eppsteiner Schiefer-Folge, p. 9 (PDF)
4. ↑  2011年3月27日のエップシュタイン市議会議員選挙結果、ヘッセン州統計局（2013年6月29日 閲覧）
5. ↑  エップシュタイン市の市長選挙結果、ヘッセン州統計局（2013年6月29日 閲覧）
6. ↑  Eppsteins Bürgermeister Peter Reus feierlich verabschiedet, Wiesbadener Kurier, 2013年3月25日付け（2014年3月31日 閲覧）
7. ↑  2013年9月22日のエップシュタイン市長選挙結果、ヘッセン州統計局（2014年3月31日 閲覧）
8. ↑  Alexander Simon - PERSÖNLICH（2014年3月31日 閲覧）
9. ↑  Freiherr-vom-Stein-Schule（2013年6月29日 閲覧）
10. ↑  DPA: 19 Jahre nach Schul-Amoklauf: «Von den Schüssen träum ich heute noch», sisol.de 2002年4月30日（2013年6月29日 閲覧）
11. ↑  5. Holzbildhauer-Symposium ZEITZEUGE HOLZ der Stadt Eppstein 2012（2013年6月29日 閲覧）